# Kanker (Distrikt)

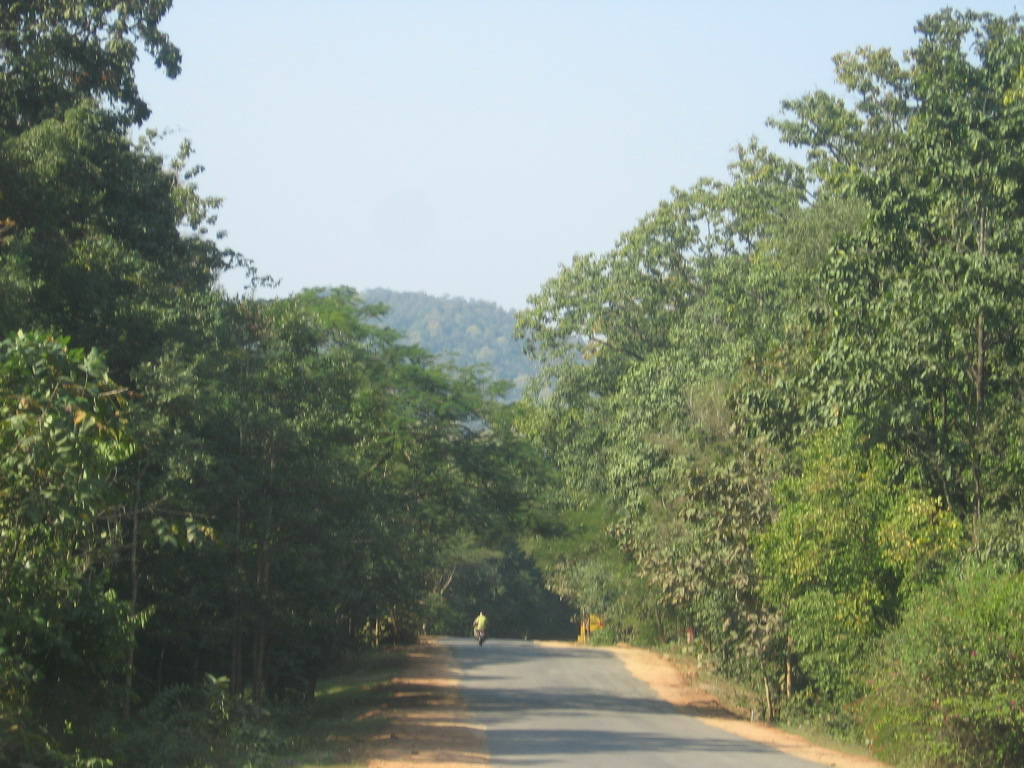
Nationalstraße 43 von Keskal nach Kanker

Der Distrikt Kanker (Hindi कांकेर जिला, Kāṅkēr Jilā, auch: North Bastar Kanker, Uttar Bastar Kanker) ist ein Distrikt des indischen Bundesstaates Chhattisgarh. Verwaltungszentrum ist die namensgebende Stadt Kanker.

## Geographie und Landwirtschaft
Der Distrikt Kanker liegt in der Südhälfte Chhattisgarhs und erstreckt sich über ein Gebiet von 6.506 km² (nach anderen Quellen 7.161 km²) zwischen 19°09’ und 20°06’ Nord sowie 80°30’ bis 81°15’ Ost. Er grenzt an die Distrikte Rajnandgaon und Durg im Norden, Dhamtari im Nordosten, Bastar im Südosten, Narayanpur im Süden und Gadchiroli im Westen. Letzterer gehört bereits zum Nachbarbundesstaat Maharashtra.
Der hügelige Distrikt ist immer noch stark bewaldet. Es dominieren Teak (Tectona grandis), Sal (Shorea robusta), Sirsa (Dalbergia latifolia) und andere Baumarten. Die Region ist jedoch für die Holzgewinnung von geringer Bedeutung. Als Nutzbäume ist die Palmyra-Palme (Borassus flabifeller) am häufigsten, es werden auch Dattelpalmen genutzt, meist Phoenix silvestris und P. farinifera.
Der Anteil an bewässerten Feldern ist gering. Nassreis, mit einem durchschnittlichen Ertrag von 984 kg/ha (ø 1981–1991) ist jedoch die wichtigste Bodenfrucht. Es gibt praktisch keine Industrie. Jedoch wurden ausbeutungswürdige Eisenerzvorkommen entdeckt, die erst in geringem Umfang abgebaut werden. 2001 waren von 1074 Kilometer Straßen nur 387 Kilometer asphaltiert. Im Distrikt gibt es keine Eisenbahn.
Durch die nach Osten entwässernde Region fließen fünf Flüsse: Mahanadi, Doodh, Hatkul, Sindur und Turu. Die Belastung mit Arsen ist aus natürlichen Gründen sowohl im Grund- als auch Oberflächenwasser gefährlich hoch, wenn auch nicht so schlimm wie im benachbarten Distrikt Rajnandgaon.

## Bevölkerung

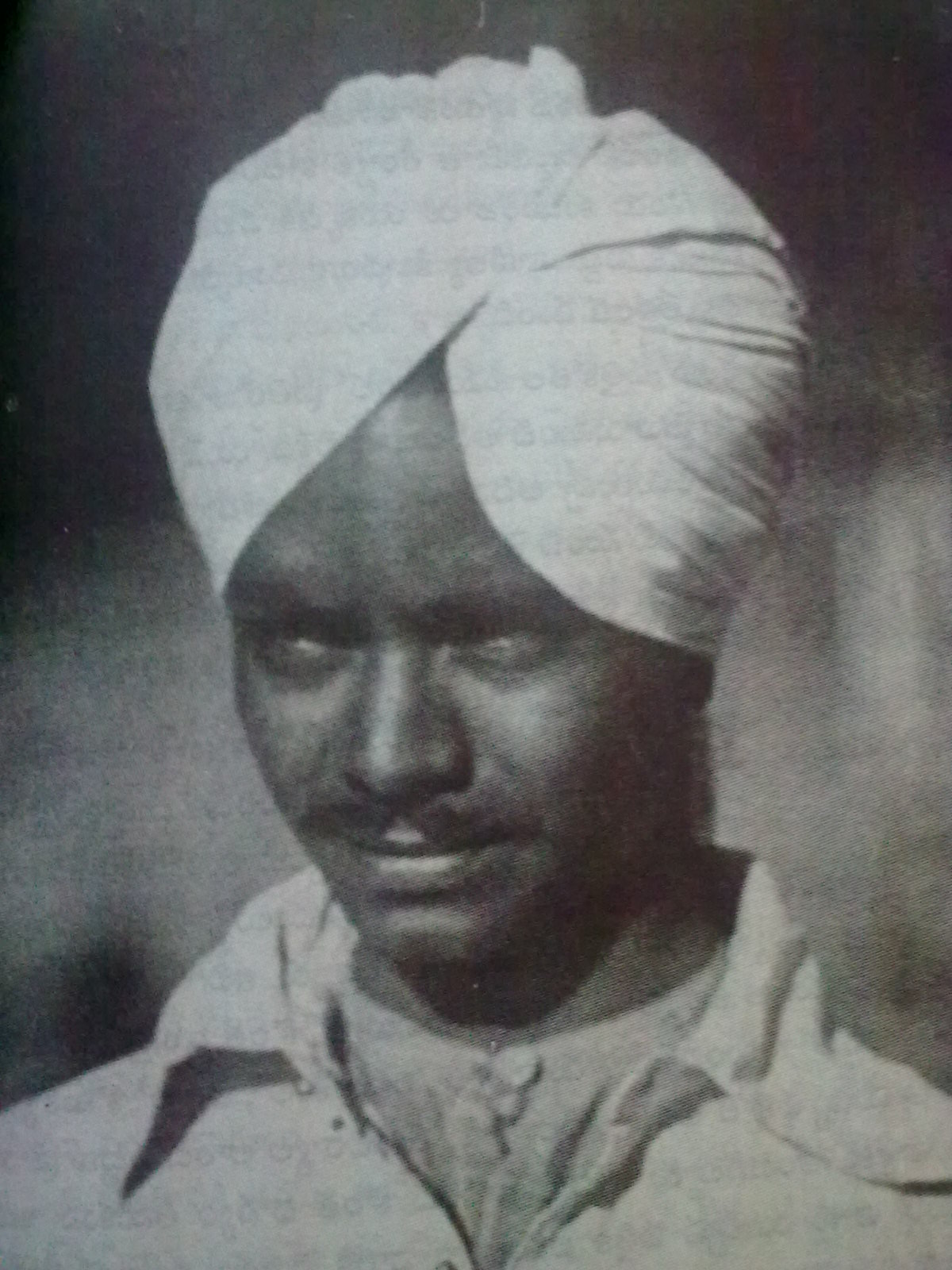
Stammesangehöriger der Gond

Die Volkszählung 2001 ergab 650.934 Einwohner. Dies entspricht einer Bevölkerungsdichte von 100 Einwohnern pro Quadratkilometer. 95 % der Bevölkerung lebt auf dem Lande. Die Mehrzahl der Einwohner des Distrikts gehört der Stammesbevölkerung (Adivasi) an: Rund 365.000 Einwohner werden den Scheduled Tribes zugerechnet, sie machen 56,1 % der Gesamtbevölkerung aus. Die Gond bilden mit rund 320.000 die größte Gruppe. Ebenfalls zahlenmäßig stark sind die Stämme der Halba (ca. 40.000) und Oraon (ca. 2500). Angehörige der Scheduled Castes (Dalits) machten 4,2 % der Einwohner des Distrikts aus.
Für die Dekade bis 2001 war das Bevölkerungswachstum mit 18,4 % hoch. Die Einwohner mit ihren 127.294 Haushalten verteilen sich auf den Verwaltungssitz Kanker als der einzigen Stadt (24.478 Einwohner) und 1068 Dörfer, von denen etwa 88 % eine Grundschule haben. Der Alphabetisierungsgrad beträgt 73 % (Männer: 83 %, Frauen: 63 %). Es gibt 93 medizinische Einrichtungen. Zugang zu sauberem Trinkwasser besteht in 1007 Dörfern (94,3 %).
Ein Großteil der Bevölkerung (97,4 %) bekennt sich zum Hinduismus an. Der Rest verteilt sich auf kleine Minderheiten von Muslimen und animistischen Stammesreligionen.

## Geschichte
Kanker war bis 1999 Teil des Distrikts Bastar. Zur Zeit der Kolonialherrschaft gehörte das Gebiet zum eigenständigen Fürstenstaat Kanker.
siehe auch Bastar (Distrikt)#Geschichte

## Städte
| Stadt  | Einwohner (2011) |
| ------ | ---------------- |
| Kanker | 37.442           |